# Barbara Andrews
Barbara Andrews es una escritora estadounidense de novelas románticas, que ha escrito unas 20 novelas con su propio nombre, ahora escribe novelas con su hija Pam Andrews Hanson bajo los seudónimos de Jennifer Drew and Pam Rock.

## Biografía
Barbara Andrews deseaba tener una carrera que pudiera combinar con sus tareas de madre de una familia numerosa de 4 niños, así que cuando el último de ellos comenzó a asistir a la guardería ella decidió comenzar a escribir.
Su hija Pam Andrews, la más pequeña de sus hijos, creció escuchando el teclear de la máquina de escribir de su madre. Estudió Periodismo en la universidad y trabajó cómo reportera. Se casó con el Sr. Hanson, un profesor, y crearon una familia. Cuando Erik, el primero de sus hijos cumplió años, Pam y Barbara comenzaron a escribir juntas.
Durante años la pareja de madre e hija trabajaban a través del teléfono, lo cual suponía elevadas cuentas de teléfono. Actualmente la asociación resulta mucho más fácil, ya que ambas residen en Virginia Oeste, junto con el marido de Pam, y sus dos hijos Erik y Andrew.

## Obras

### Como Barbara Andrews

#### Novelas independientes
- Love trap	1982/10 (Trampa de amor, 1984/01 = Cárcel de amor, 1986/12)
- Stolen promises	1983/01 (Promesas robadas, 1984/01; 1988/03)
- This bittersweet love	1983/02 (Amor agridulce, 1984/01; 1988/11)
- Emerald fire	1983/08
- Passionate deceiver	1983/09 (Dulce impostora, 1984/01)
- Happily ever after	1984/10 (Un amor de novela, 1987/01)
- Midnight magic	1984/12 (Magia de medianoche, 1986/01)
- Shady business	1984/12
- My kind of love	1985/01 (Otra clase de amor, 1988/01)
- A novel affair	1985/03 (Nuestra apasionada novela, 1988/01)
- Loving lessons	1985/05
- Reach for the sky	1985/05
- Stand-in lover	1985/09
- Add a dash of love	1985/12
- A different kind of man	1986/04
- Seduced by a stranger	1986/12
- Trapped by desire	1986/12
- Escape from the storm	1987/01
- Summer of promises	1987/06

- (Ama la vida, 1988/12)

### Como Jennifer Drew (con Pam Andrews Hanson)

#### Novelas independientes
- Turn back the night	1994/10
- Dear Mr. Right	1996/09
- The prince and the bogus bride	1997/12 (El príncipe y la farsante, 1998/04; 2001/11)
- The bad-girl bride	1998/10 (El vestido de novia, 1999/01; 2004/03)
- Baby lessons	1999/12 (Lecciones de amor, 2004/01)
- Stop the wedding!	2002/03 (El secuestro de la novia, 2002/09)
- Just desserts	2002/07 (Más dulce que la miel, 2003/02)
- Hitched for the Holidays	2002/12
- You'll be mine in 99	2003/05 (Serás mía..., 2003/09)
- Desperately seeking Sully	2003/08 (Corazón enamorado, 2004/06)
- All wrapped up	2003/12 (Un favor mutuo, 2005/09)
- The Banker's convenient wife	2004/04

#### Grant Sisters Series(Series Hermanas Grant)
1. Taming Luke	1999/08 (Lo más natural, 2000/09)
2. Mr. Right under her nose	2001/02 (Compañeros de viaje, 2001/08)

#### Bailey Brothers Series(Serie Hermanos Bailey)
1. One bride too many	2001/09 (Buscando novia, 2000/07)
2. One groom to go	2001/09 (Novio a la fuerza, 2002/08)

### Como Pam Rock (con Pam Andrews Hanson)

#### Novelas independientes
- Mercy's mission, 2002/02
- Moon of desire